# 2024 dans le catholicisme
Chronologie du catholicisme
- 2020
- 2021
- 2022
- 2023
- 2024
- 2025
- 2026
- 2027
- 2028

Cet article présente les faits marquants de l'année 2024 dans le catholicisme.

## Évènements
- 11 février : canonisation de Mama Antula.
- 18 mai : béatification équipollente de Guy de Montpellier.
- 2 au 13 septembre : voyage apostolique du pape en Papouasie-Nouvelle-Guinée, en Indonésie, au Timor Oriental et à Singapour.
- 26 au 29 septembre : voyage apostolique du pape au Luxembourg et en Belgique.
- 2 octobre : ouverture de la deuxième session du Synode des évêques pour une Église synodale à Rome[1].
- 20 octobre : canonisation des Martyrs de Damas, de Joseph Allamano, d'Hélène Guerra et de Marie-Léonie Paradis.
- 24 octobre : publication de l'encyclique Dilexit nos sur le Sacré-Cœur.
- 7 décembre : 
  - réouverture de Notre-Dame de Paris, cinq ans après l'incendie.
  - création de 21 cardinaux, dont 20 électeurs.
- 15 décembre : visite du pape François à Ajaccio en Corse[2].
- 18 décembre : canonisation équipollente des Carmélites de Compiègne[3].
- 24 décembre : ouverture du Jubilé de l'Espérance par le pape François[4].
- En France, des dizaines de plaintes sont déposées durant le courant de l'année 2024 dans le cadre de l'affaire des abus sexuels et violences dans l'institution Notre-Dame de Bétharram[5].

## Décès

### Janvier
- 6 janvier : Anton Pain Ratu, prélat indonésien, évêque d'Atambua (° 2 novembre 1929)
- 9 janvier : Philippe Kpodzro, prélat togolais, archevêque de Lomé (° 30 mars 1930)
- 16 janvier :
  - Luis Felipe Zegarra, prêtre et théologien péruvien (° 5 octobre 1938)
  - Sergio Sebastiani, cardinal italien de la Curie (° 11 avril 1931)
- 18 janvier : Giovanni Giudici, prélat italien, évêque de Pavie, précédemment évêque titulaire d'Usula (de) (° 6 mars 1940)
- 26 janvier  : Bernard Plongeron, prêtre, enseignant-chercheur et historien français (° 5 mars 1931)

### Février
- 2 février : Pierre Raffin, prélat français, évêque de Metz (° 13 février 1938)
- 4 février : 
  - Étienne Nodet, prêtre dominicain, historien et exégète français (° 30 novembre 1944)
  - Antonio Paolucci, homme politique et historien italien, directeur des Musées du Vatican (° 29 septembre 1939)
- 12 février : Paul-Siméon Ahouanan Djro, prélat ivoirien, archevêque de Bouaké (° 19 décembre 1952)
- 13 février : Frans van der Hoff, prêtre et missionnaire néerlandais (° 13 juillet 1939)
- 14 février : Wolfgang Weider, prélat allemand, évêque auxiliaire de Berlin et évêque titulaire d'Uzita (de) (° 29 octobre 1932)
- 17 février : Juan María Uriarte, prélat espagnol, évêque de Saint-Sébastien (° 7 juin 1933)
- 18 février : Émile Shoufani, prêtre grec-catholique melchite, théologien et éducateur israélien (° 24 mai 1947)
- 22 février : Alois Kothgasser, prélat autrichien, archevêque de Salzbourg (° 29 mai 1937)
- 24 février : Chrysostomus Giner, prélat autrichien, prélat de la congrégation des chanoines réguliers autrichiens de saint Augustin (° 23 février 1930)

### Mars
- 11 mars : 
  - Valentí Fàbrega, philologue, théologien et enseignant espagnol (° 6 décembre 1931)
  - Marian Gołębiewski, prélat polonais, archevêque de Wrocław (° 22 septembre 1937)
- 15 mars : Paul Josef Cordes, cardinal allemand de la Curie (° 5 septembre 1934)
- 30 mars : Étienne Couvert, historien et auteur traditionaliste français (° 30 juillet 1927)

### Avril
- 2 avril : 
  - Gerhard Lohfink, théologien allemand (° 29 août 1934)
  - Notker Wolf, religieux et musicien allemand, abbé-primat de la confédération bénédictine (° 21 juin 1940)
- 3 avril : Vitus Huonder, prélat suisse, évêque de Coire (° 21 avril 1942)
- 4 avril : Thomas Gumbleton, prélat américain, évêque auxiliaire de Détroit et évêque titulaire d'Ululi (de) (° 26 janvier 1930)
- 5 avril : Bernard Chardon, prêtre, peintre, céramiste et créateur de vitraux français (° 2 novembre 1927)
- 15 avril : Pedro Rubiano Sáenz, cardinal colombien, archevêque de Bogotá (° 13 septembre 1932)

### Mai
- 3 mai : Marcel Sigrist, prêtre dominicain, exégète biblique et assyriologue français (° 19 août 1940)
- 14 mai : Jacques Monet, prêtre jésuite, historien et enseignant canadien (° 26 janvier 1930)
- 30 mai : Kelvin Edward Felix, cardinal dominiquais, premier cardinal antillais, archevêque de Castries (° 15 février 1933)

### Juin
- 1er juin : Salvador Miranda, prêtre, bibliographe, bibliothécaire et historien américain (° 18 octobre 1939)
- 22 juin : Pierre Gibert, prêtre jésuite et théologien français (° 24 octobre 1936)

### Juillet
- 14 juillet : Julien Andavo Mbia, prélat congolais, évêque d'Isiro-Nyangara (° 5 septembre 1950)
- 19 juillet : Wolfgang Smith, scientifique et théologien américain (° 18 février 1930)
- 20 juillet : Manuel Laínz, prêtre jésuite, entomologiste, ptéridologue et botaniste espagnol (° 5 mai 1923)
- 27 juillet : Jean Mansir, prêtre dominicain, théologien, enseignant et écrivain français (° 28 février 1929)

### Août
- 4 août : Nicodème Barrigah, prélat togolais, archevêque de Lomé (° 19 mai 1963)
- 20 août : Ramiro Moliner Inglés, prélat espagnol, diplomate du Saint-Siège et archevêque titulaire de Sarda (de) (° 13 mars 1941)
- 23 août : André Gouzes, prêtre dominicain et musicien français (° 6 juin 1943)
- 26 août : Dominique Bulamatari, prélat congolais, évêque de Molegbe (° 4 juin 1955)

### Septembre
- 1er septembre : Denis Browne, prélat néo-zélandais, évêque de Hamilton (° 21 septembre 1937)
- 8 septembre : Yves Simoens, prêtre jésuite, exégète et enseignant belge (° 10 mai 1942)
- 13 septembre : Edward Slattery, prélat américain, évêque de Tulsa (° 11 août 1940)
- 23 septembre : Norbert Lohfink, prêtre jésuite et théologien allemand (° 28 juillet 1928)
- 28 septembre : Alexandre do Nascimento, cardinal angolais, archevêque de Luanda (° 1er mars 1925)
- 30 septembre : Hieronymus Herculanus Bumbun, prélat indonésien, archevêque de Pontianak (° 5 août 1937)

### Octobre
- 8 octobre : 
  - Gerulfus Kherubim Pareira, prélat indonésien, évêque de Maumere (° 26 septembre 1941)
  - Bernard Tissier de Mallerais, prélat traditionaliste français, évêque auxiliaire de la Fraternité sacerdotale Saint-Pie-X (° 14 septembre 1945)
- 11 octobre : 
  - Thomas Astan, acteur allemand devenu prêtre salésien (° 15 septembre 1942)
  - Alix Verrier, prélat haïtien, évêque des Cayes (° 9 mars 1931)
- 18 octobre : Bruno Bartoloni, journaliste, écrivain et vaticaniste italien (° 26 mars 1940)
- 20 octobre : Eugenio Dal Corso, cardinal et missionnaire italien en Angola, évêque de Benguela (° 16 mai 1939)
- 21 octobre : Giovanni Battista Morandini, prélat italien, diplomate du Saint-Siège et archevêque titulaire de Numidie (de) (° 30 juin 1937)
- 22 octobre : Gustavo Gutiérrez Merino, prêtre, philosophe et théologien péruvien, père de la théologie de la libération (° 8 juin 1928)
- 28 octobre : 
  - Franz Kamphaus, prélat allemand, évêque de Limbourg (° 2 février 1932)
  - Renato Martino, cardinal italien de la Curie, précédemment diplomate du Saint-Siège et archevêque titulaire de Segermès (de) (° 23 novembre 1932)

### Novembre
- 6 novembre : Johannes Beutler, prêtre jésuite et théologien allemand (° 2 octobre 1933)
- 9 novembre : Jean-Marie Untaani Compaoré, prélat burkinabé, archevêque de Ouagadougou (° 29 juillet 1933)
- 19 novembre : Cesare Bonizzi, moine capucin et chanteur italien de métal (° 15 mars 1946)
- 25 novembre : Miguel Ángel Ayuso Guixot, cardinal espagnol de la Curie (° 17 juin 1952)
- 27 novembre : Georges Gilson, prélat français, archevêque de Sens-Auxerre et prélat de la Mission de France (° 30 mai 1929)

### Décembre
- 8 décembre : Gérard Bessière, prêtre, journaliste et poète français (° 27 janvier 1928)
- 17 décembre : Jusèp Amiell Solè, prêtre et écrivain espagnol (° 18 avril 1930)
- 18 décembre : Cosmas Michael Angkur, prélat indonésien, évêque de Bogor (° 4 janvier 1937)
- 31 décembre : Angelo Amato, cardinal italien de la Curie (° 8 juin 1938)